# Podocarpus elongatus
Podocarpus elongatus é uma espécie de conífera da família Podocarpaceae.
Apenas pode ser encontrada na África do Sul.